# ميندي كوهن
ميندي كوهن (بالإنجليزية: Mindy Cohn) هي مغنية وممثلة أمريكية، ولدت في 20 مايو 1966 بلوس أنجلوس في الولايات المتحدة.

## أعمال

### أفلام
- (1986) الفتى الذي بإمكانه الطيران

### مسلسلات
- حقائق الحياة
- ذا ميدل
- مغامرات سكوبي دو

## وصلات خارجية
- ميندي كوهن على موقع IMDb (الإنجليزية)
- ميندي كوهن على موقع روتن توميتوز (الإنجليزية)
- ميندي كوهن على موقع قاعدة بيانات الأفلام العربية
- ميندي كوهن على موقع ألو سيني (الفرنسية)
- ميندي كوهن على موقع أول موفي (الإنجليزية)
- ميندي كوهن على موقع إن إن دي بي (الإنجليزية)
- ميندي كوهن على موقع قاعدة بيانات الفيلم (الإنجليزية)
- ميندي كوهن على موقع كينوبويسك (الروسية)